# Чумица (Хунедоара)
Чумица (рум. Ciumița) насеље је у Румунији у округу Хунедоара у општини Лунка Черниј Де Жос. Oпштина се налази на надморској висини од 959 m.

## Становништво
Према подацима из 2011. године у насељу је живело 4 становника.